# Robot Jox
Robot Jox (bra: Robô Jox - Os Gladiadores do Futuro) é um filme estadunidense, do ano de 1990, do gênero ficção científica, dirigido por Stuart Gordon.

## Elenco
| Nome                 | Personagem              |
| -------------------- | ----------------------- |
| Gary Graham          | Achilles                |
| Anne-Marie Johnson   | Athena                  |
| Paul Koslo           | Alexander               |
| Robert Sampson       | Comissário Jameson      |
| Danny Kamekona       | Dr. Matsumoto           |
| Hilary Mason         | Professor Laplace       |
| Jeffrey Combs        | Prole #1                |
| Michael Saad         | Prole #2                |
| Ian Patrick Williams | Phillip                 |
| Jason Marsden        | Tommy                   |
| Carolyn Purdy-Gordon | Kate                    |
| Thyme Lewis          | Sargon                  |
| Gary Houston         | Sportcaster             |
| Russel Case          | Hercules                |
| Geoffrey Copleston   | Comissário da federação |
| Jacob Wheeler        | Técnico #1              |
| Del Russel           | Técnico #2              |
| Larry Dolgin         | Árbitro principal       |
| Hal Yamanouchi       | Tubie #1                |
| Alex Vitale          | Tubie #2                |
| Luca Amitrand        | Tubie #3                |
| David Cameron        | Ajax                    |
| Stuart Gordon        | Garçom                  |

## Premiações
- Indicado

Fantasporto
Categoria Melhor Filme Stuart Gordon